# Lavor Postell
Lavor Postell, né le 26 février 1978, à Albany, en Géorgie, est un ancien joueur de basket-ball américain. Il évolue durant sa carrière au poste d'arrière.

## Palmarès
- Champion NBA Development League 2004